# Oswald Boelcke
Oswald Boelcke (ur. 19 maja 1891 w Giebichenstein, zm. 28 października 1916 w Bapaume) – niemiecki lotnik, as myśliwski z okresu I wojny światowej. Uzyskał 40 zwycięstw powietrznych. Był organizatorem niemieckiego lotnictwa myśliwskiego i wniósł istotny wkład w rozwój taktyki myśliwców na świecie.

## Życiorys
Syn nauczyciela, urodzony w Giebichenstein. Po ukończeniu szkoły wojskowej wstąpił do służby w armii. W maju 1914 przeniósł się do lotnictwa, wstępując do szkoły lotniczej, którą ukończył w sierpniu. Wkrótce rozpoczął bojowe loty rozpoznawcze jako pilot na dwumiejscowych samolotach, za które został odznaczony Krzyżem Żelaznym. Od kwietnia 1915 służył w eskadrze rozpoznawczej Feldfliegerabteilung 62, bazującej w Douai, wspólnie z Maxem Immelmannem. 4 lipca 1915 obserwator z załogi Boelckego zestrzelił pierwszy samolot nieprzyjacielski.
W lipcu Boelcke i Immelmann stali się pierwszymi niemieckimi pilotami myśliwskimi, otrzymując dwa pierwsze jednomiejscowe samoloty myśliwskie Fokker E.I, wyposażone w istotną nowość – zsynchronizowany karabin maszynowy. Już po kilku dniach, 1 sierpnia, obaj wystartowali przeciw brytyjskim bombowcom, lecz w samolocie Boelckego uległ wówczas zacięciu karabin maszynowy.
Boelcke zestrzelił samodzielnie pierwszy samolot w walce powietrznej 19 sierpnia 1915, a do końca roku 4 dalsze. W styczniu 1916 zestrzelił 4 następne samoloty. Przez ten czas trwała jego swojego rodzaju rywalizacja z Immelmannem o liczbę zwycięstw, podchwytywana przez prasę. 12 stycznia on i Immelmann zostali pierwszymi lotnikami odznaczonymi najwyższym niemieckim odznaczeniem Pour le Mérite. Po śmierci Immelmanna w czerwcu 1916, Boelcke stał się czołowym niemieckim asem.
W marcu 1916 Boelcke został dowódcą nowo sformowanego dywizjonu Fliegerabteilung Sivery operującego nad Verdun. W połowie 1916 niemieckie siły powietrzne zostały zreorganizowane i nastąpiła konsolidacja eskadr myśliwskich, co postulował Boelcke. We wrześniu 1916 Boelcke został dowódcą eskadry myśliwskiej Jagdstaffel 2 (w skrócie Jasta 2). Była to elitarna jednostka, składająca się z pilotów wybranych przez Boelckego. W jej skład weszli m.in.: Manfred von Richthofen (późniejszy czołowy as I wojny światowej), Erwin Böhme i Hans Reimann. Podczas pierwszego miesiąca działalności w Jasta 2, do końca września Boelcke zestrzelił 11 brytyjskich samolotów, latając na dwupłatowych myśliwcach Fokker D.III, a od 17 września na Albatros D.II.
Boelcke był propagatorem walki zespołowej – jego jednostka latała w dużych zdyscyplinowanych formacjach, ściśle szkolona w taktyce powietrznej według zbioru zasad sformułowanych przez Boelckego (Dicta Boelcke). Boelcke, wypracowując taktykę użycia lotnictwa myśliwskiego, uważany jest niejako za „ojca” niemieckiego lotnictwa myśliwskiego.
Oswald Boelcke poniósł śmierć 28 października 1916, gdy jego Albatros D.II zderzył się w powietrzu z maszyną Erwina Boehmego, podczas walki z brytyjskimi samolotami Airco DH.2 z 24. dywizjonu RFC (Boehme przeżył kolizję). Do śmierci, Boelcke odniósł 40 zwycięstw powietrznych, co dało mu 10. miejsce wśród niemieckich asów tej wojny (na równi z Lotharem von Richthofenem i Franzem Büchnerem).

## Odznaczenia
Odznaczenia (główne):
- Order Wojskowy Pour le Mérite (12 stycznia 1916)
- Krzyż Żelazny I i II klasy,
- Krzyż Fryderyka (Anhalt) (31 stycznia 1915)
- Order Alberta Niedźwiedzia – Krzyż Rycerski II klasy z Mieczami i Złoty I klasy
- Krzyż Rycerski z Mieczami Orderu Hohenzollernów (3 listopada 1915)
- Order Zasługi Wojskowej IV klasy z Mieczami (bawarski) (13 listopada 1915)
- Żelazny Półksiężyc (Turcja) (23 lipca 1916)
- Puchar Zwycięzcy w Walce Powietrznej (Ehrenbecher für den Sieger im Luftkampf ) – 24 grudnia 1915.
- Order Ernestyński – Krzyż Rycerski I klasy z Mieczami (31 lipca 1916)
- Medal za Ratowanie (Rettungsmedaille am Band) (pruski) (30 listopada 1915)
- Order Waleczności IV klasy (Bułgaria) (9 sierpnia 1916)
- Order Korony Żelaznej III klasy z dekoracją wojenną (Austria) (29 października 1916)
- pruska odznaka pilota
- Order Zasługi Wojskowej (Wirtembergia)

## Zasady Boelckego
Niektóre zasady walki powietrznej Boelckego (w dużym stopniu aktualne do dziś):
1. Próbuj uzyskać przewagę przed atakiem. Jeśli to możliwe, miej słońce za sobą.
2. Zawsze kontynuuj atak, kiedy go rozpocząłeś.
3. Strzelaj z niewielkiej odległości, tylko wtedy, gdy nieprzyjaciel jest na celowniku.
4. Nie spuszczaj oka z przeciwnika i nie daj się zwieść sztuczkami.
5. W każdym rodzaju ataku, podstawą jest zajście przeciwnika od tyłu.
6. Jeśli przeciwnik nurkuje na ciebie, nie staraj się uniknąć, lecz leć mu naprzeciw.
7. Będąc nad liniami wroga, nie zapominaj swojej trasy ucieczki.